# Крейтон, Джолин
Джолин Крейтон (род. 1985 г.) — американская журналистка и руководитель СМИ. Она была главным редактором-основателем новостного научного сайта Futurism, число читателей которого достигло до 20 миллионов в месяц. В 2017 году Крейтон стал соучредителем Gravity Products, дочерней компании Futurism. Первый продукт компании, The Gravity Blanket, стал пионером в области одеял с утяжелением и собрал более 4,7 миллиона долларов. Крейтон стала главным редактором научно-технического новостного сайта Interesting Engineering в декабре 2020 года.

## Биография
Крейтон училась в Средней школе Ватерлоо в Ватерлоо, Нью-Йорк. Она изучала английский язык в колледже Кеука и окончила его с отличием в 2004 году. В 2011 году она получила степень магистра искусств в Университете штата Нью-Йорк в Брокпорте, где её диссертация была посвящена цифровым медиа, вирусному повествованию и индустрии культуры.
В 2014 году питбуль Крейтон приобрел вирусную известность после того, как Джолин загрузила видео, на котором собака опасливо лает на ананас. После того, как видео стало вирусным, Крейтон отметила, что собака была бездомной, и она использовал эту историю для пропаганды стерилизации и принятия в прессе.
Крейтон начала свою карьеру став преподавателем в Университете Южного Миссисипи, где она преподавала курс английского языка и письма. В 2012 году она стала соучредителем сайта научных новостей From Quarks to Quasars, который был выкуплен в 2015 году. Крейтон покинула университет и полностью перешла в журналистику в конце 2015 года, когда она помогла запустить Futurism и присоединилась к команде в качестве главного редактора-основателя. К апрелю 2017 года у издания было в среднем 20 миллионов читателей в месяц и 100 миллионов ежемесячных просмотров видео.
В ноябре 2017 года, в разгар движения Me Too, Futurism вызвал споры, когда выяснилось, что издание поддерживает рекламное партнерство с Джорджем Такэйем, который недавно столкнулся с обвинениями в сексуальных домогательствах. Крейтон объявила, что издание разорвало все связи с Такэйем. В апреле 2017 года Крейтон помогла запустить The Gravity Blanket с Futurism и собрал более 4,7 миллиона долларов в краудфандинге. В конечном итоге этому продукту приписали запуск одеял с утяжелением, и в конечном итоге он был выделен в дочернюю компанию Futurism, Gravity Products.
Futurism был приобретен Университет Сингулярности в 2019 году за нераскрытую сумму. В декабре 2020 года компания Interesting Engineering объявила, что Крейтон присоединится к ней в качестве главного редактора.